# Lycomorphodes reducta
Lycomorphodes reducta là một loài bướm đêm thuộc phân họ Arctiinae, họ Erebidae.